# Lysvatnet (Meløy)
Lysvatnet è un lago che si trova nel comune di Meløy nella contea di Nordland, in Norvegia. Il lago di 4,53 chilometri quadrati si trova vicino al confine con il comune di Gildeskål, circa 5,5 chilometri a est del centro di Ørnes. Il lago Markavatnet si trova a circa 3 chilometri a ovest di questo lago.